# كلية ييل
كلية ييل (بالإنجليزية: Yale College) تأسست عام 1701، هي مدرسة جامعية وهي ايضاً المدرسة الأصلية لجامعة ييل، حيث ان جميع مدارس ييل الأخرى تأسست في وقت مبكر من عام 1810، وكانت تُعرف هذه المدارس رسميًا باسم (كلية ييل) حتى عام 1887، حيث قررت إدارات هذه المدارس الاتحاد وتحويلها إلى جامعة وتم تسميتها بجامعة ييل، والتي تصنف اليوم كواحدة من أفضل الجامعات في الولايات المتحدة.

## التاريخ
تأسست الكلية بالأصل لتدريب القساوسة الأبرشانيون، وبدأت في تدريس العلوم الإنسانية والعلوم الطبيعية بحلول أواخر القرن الثامن عشر، حيث بدأ الطلاب في تنظيم المنظمات اللامنهجية: الجمعيات الأدبية الأولى، والمنشورات اللاحقة، والفرق الرياضية، والمجموعات الغنائية، في منتصف القرن التاسع عشر أصبحت أكبر كلية في الولايات المتحدة، قام الطلاب أخذ دورات في مجموعة واسعة من المواد، بما في ذلك اللغة الأجنبية، والتكوين، والعلوم، والتفكير الكمي، بالإضافة إلى اختيار تخصص القسم في السنة الثانية.
تأسست المدرسة الجماعية في عام 1701 بموجب ميثاق رسمه عشرة وزراء بقيادة جيمس بيربونت وتمت الموافقة عليها من قبل المحكمة العامة في كونيتيكت. تقع الكلية في الأصل في منزل أبراهام برسون في كيلينغورث، كونيتيكت، وانتقلت إلى نيو هيفن في عام 1718 وأعيد تسميتها باسم إليهو ييل، تأسست كمدرسة لتدريب الوزراء، وتضمنت المناهج الأصلية فقط الدورات الدراسية في اللاهوت واللغات المقدسة، على الرغم من أن أعضاء هيئة التدريس الأوائل، بما في ذلك جوناثان إدواردز وإليشا ويليامز، حافظوا على أرثوذكسية تجمعية صارمة، بحلول وقت الثورة الأمريكية، خفف العمداء اللاحقون، وخاصة عزرا ستايلز، المناهج الدراسية لتشمل العلوم الإنسانية والتعليم المحدود في العلوم الطبيعية.
جعلت الدورات العلمية التي قدمها الكيميائي بنيامين سيليمان في عام 1801 الكلية مركزًا مبكرًا للتعليم العلمي، وهو منهج تم إدخاله في مدرسة شيفيلد العلمية بجامعة ييل في عام 1847.
ظهرت الجمعيات الأدبية الطلابية في وقت مبكر من عام 1750، ومجموعات الغناء والمنشورات الطلابية في أوائل القرن التاسع عشر، والأخويات والجمعيات السرية في منتصف القرن التاسع عشر، وألعاب القوى بين الكليات بحلول نهاية القرن التاسع عشر. كانت المشاركة والقيادة في هذه المجموعات دلالة اجتماعية مهمة وطريقًا للاندماج في المجتمعات العليا المرموقة، وهكذا أصبحت المشاركة اللامنهجية مركزية في حياة الطلاب والتقدم الاجتماعي، وهي روح أصبحت نموذجًا للحياة الجماعية في جميع أنحاء الولايات المتحدة.
بحلول عام 1870، كانت جامعة ييل أكبر مؤسسة جامعية في البلاد. أدى نمو الطلابي إلى نمو كبير في الحرم الجامعي الفعلي للكلية، والذي حدث أكبر توسع له في عام 1933، عندما أنشأ إدوارد هاركنيس ثمانية كليات سكنية. تم تصميم الكليات على غرار نظام الكليات في جامعات أكسفورد وكامبريدج، وتم بناء كليتين إضافيتين بحلول عام 1940، واثنتان أخريان في 1960م.